# Sœurs des Saints Anges gardiens
Ne doit pas être confondu avec Sœurs des Saints Anges, Sœurs de l'Ange Gardien ou Sœurs des Anges.
Les Sœurs des Saints Anges gardiens (en latin : Institutum Sororum Angelorum Custodum) sont une congrégation religieuse féminine enseignante de droit pontifical.

## Historique
En 1894, Raphaëlle Ybarra de Vilallonga (1843-1900) épouse et mère de famille, issue d'un milieu aisé, ouvre un foyer à Bilbao pour offrir un logement, un soutien financier et une formation aux jeunes venant chercher du travail en ville. Les jeunes filles surtout étaient exposées à de nombreux risques, le pire étant de devenir victime de la prostitution.
Pour gérer l'œuvre, elle donne naissance le 8 décembre 1894, avec trois compagnes, à la fraternité des Anges gardiens. Elle étend rapidement son apostolat à l'enseignement et à l'assistance des enfants, pour lesquels elle ouvre en 1899 le collège des Anges gardiens.
Après le décès de la fondatrice, les sœurs des Anges gardiens sont érigées le 11 mars 1901 en congrégation de droit diocésain par l'évêque de Bilbao ; elles obtiennent le décret de louange le 21 janvier 1929 et sont définitivement approuvées par le Saint-Siège le 2 juillet 1940.

## Activités et diffusion
Les Sœurs des Saints Anges gardiens se consacrent à l'enseignement des jeunes, elles gèrent des collèges, des internats et des résidences universitaires.
Elles sont présentes en: 
- Europe : Espagne.
- Antilles : République dominicaine, Porto Rico.
- Amérique : Argentine, Brésil, Chili, Colombie.

La maison-mère est à Madrid. 
En 2017, la congrégation comptait 146 sœurs dans 27 maisons.